# سوپر ماریو (بازی)
سوپر ماریو یکی از بازی‌های پلتفرم فانتزی سکوبازی است که توسط نینتندو ساخته شده و شخصیت اصلی بازی، ماریو است. علاوه بر این، سری برادران سوپر ماریو ".Super Mario Bros" که به‌طور مخفف ماریو نامیده می‌شود، برزگترین بازی از مجموعه بازی‌های سوپر ماریو است. حداقل یک بازی فوق‌العاده با شخصیت ماریو، برای هر کنسول ویدئویی نینتندو منتشر شده‌است.
بازی‌های سوپر ماریو ماجراهای ماریو را دنبال می‌کنند که معمولاً در بازی‌های سوپر ماریو یا قارچ خور (در ایران با این نام معروف است) بازیکن کنترل شخصیت ماریو را دارد. او اغلب توسط برادرش لوئیجی و گاهی توسط سایر اعضای خانواده، همراهی می‌شود. در این پلتفرم از بازی‌های ویدئویی، بازیکن می‌تواند حرکت کند و بر روی دشمنان بپرد و تا انتهای هر مرحله برود. بازی‌ها ماریو معمولاً داستان ساده‌ای دارد و از این قرار است، پرنسس پیچ که معشوقهٔ ماریو است و ماریو خاطرش را می‌خواهد توسط دشمن ماریو یعنی کاراکتر باوزر دزدیده شده و ماریو به دنبال نجات پرنسس در سرزمین پادشاهیِ قارچ است. (به انگلیسی: Mario and Princess Peach)
اولین عنوان از این سری Super Mario Bros. بود که برای سیستم سرگرمی نینتندو (NES) در سال ۱۹۸۵ عرضه شد و تقریباً مفاهیم و تعاریفی که برای بازی ماریو در آن بازی تعریف شد تا به امروز دست نخورده باقی مانده‌است. این شامل بسیاری از قدرت‌ها و مواردی است که به ماریو توانایی‌های ویژه مانند بزرگ شدن یا پرتاب توپ‌های با اندازه کوچک و بزرگ را داده‌است.
سری سوپر ماریو بخشی از مجموعه بزرگ ماریو است. این شامل دیگر ژانرهای بازی ویدیویی و همچنین رسانه‌هایی مانند فیلم، تلویزیون، رسانه‌های چاپی و کالا می‌باشد. بیش از ۳۱۰ میلیون نسخه بازی در سری سوپر ماریو در سرتاسر جهان از سپتامبر ۲۰۱۵ فروخته شده‌است و آن را به عنوان بهترین سری بازی‌های ویدئویی در تاریخ سر زبان‌ها انداخته‌است.
| ۱۹۸۵ | برادران سوپر ماریو                  |
| ۱۹۸۶ | Super Mario Bros.: The Lost Levels  |
| ۱۹۸۷ |                                     |
| ۱۹۸۸ | برادران سوپر ماریو ۲                |
| ۱۹۸۸ | برادران سوپر ماریو ۳                |
| ۱۹۸۹ | سوپر ماریو لند                      |
| ۱۹۹۰ | سوپر ماریو ورلد                     |
| ۱۹۹۱ |                                     |
| ۱۹۹۲ | سوپر ماریو لند ۲: ۶ گلدن کوینز      |
| ۱۹۹۳ |                                     |
| ۱۹۹۴ |                                     |
| ۱۹۹۵ | Super Mario World 2: Yoshi's Island |
| ۱۹۹۶ | سوپر ماریو ۶۴                       |
| ۱۹۹۷ |                                     |
| ۱۹۹۸ |                                     |
| ۱۹۹۹ |                                     |
| ۲۰۰۰ |                                     |
| ۲۰۰۱ |                                     |
| ۲۰۰۲ | Super Mario Sunshine                |
| ۲۰۰۳ |                                     |
| ۲۰۰۴ |                                     |
| ۲۰۰۵ |                                     |
| ۲۰۰۶ | New Super Mario Bros.               |
| ۲۰۰۷ | سوپر ماریو گالاکسی                  |
| ۲۰۰۸ |                                     |
| ۲۰۰۹ | New Super Mario Bros. Wii           |
| ۲۰۱۰ | سوپر ماریو گالاکسی ۲                |
| ۲۰۱۱ | سوپر ماریو ۳ دی لند                 |
| ۲۰۱۲ | New Super Mario Bros. 2             |
| ۲۰۱۲ | New Super Mario Bros. U             |
| ۲۰۱۳ | سوپر ماریو ۳ دی ورلد                |
| ۲۰۱۴ |                                     |
| ۲۰۱۵ | سوپر ماریو میکر                     |
| ۲۰۱۶ | سوپر ماریو ران                      |
| ۲۰۱۷ | سوپر ماریو ادیسه                    |
| ۲۰۱۸ |                                     |
| ۲۰۱۹ | New Super Mario Bros. U Deluxe      |
| ۲۰۱۹ | سوپر ماریو میکر ۲                   |
| ۲۰۲۰ |                                     |
| ۲۰۲۱ | سوپر ماریو ۳ دی ورلد                |